# المجلة الطبية البريطانية
المجلة الطبية البريطانية

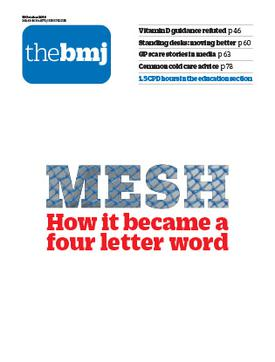
المجلة الطبية البريطانية BMJ

إن المجلة الطبية البريطانية British Medical journal اختصارا (BMJ) هي مجلة تجارية طبية أسبوعية تخضع لمراجعة الأقران، تنشرها النقابة العمالية، الجمعية الطبية البريطانية (BMA). تتمتع BMJ بحرية تحرير من BMJ . إنها واحدة من أقدم المجلات الطبية العامة في العالم. كانت تسمى في الأصل المجلة الطبية البريطانية، وتم اختصار العنوان رسميًا إلى BMJ في عام 1988، ثم تم تغييره إلى BMJ في عام 2014. تم نشر المجلة بواسطة BMJ Publishing Group Ltd، وهي شركة تابعة للجمعية الطبية البريطانية (BMJ). رئيسة تحرير The BMJ هي فيونا جودلي Fiona Godlee، التي تم تعيينها في فبراير 2005.

## تاريخيا
بدأت المجلة في النشر في 3 أكتوبر 1840 كمجلة إقليمية للطب الجراحي وسرعان ما جذبت انتباه الأطباء في جميع أنحاء العالم من خلال نشرها لمقالات بحثية أصلية عالية التأثير وتقارير حالة فريدة. كان أول محرري BMJ هم هنيس غرين P. Hennis Green ، محاضرًا عن أمراض الأطفال في مدرسة Hunterian School of Medicine للطب، والذي كان أيضًا مؤسسها وروبرت ستريتن Robert Streeten من Worcester، وهو عضو في مجلس نقابة الطب والجراحة بالمقاطعة. [بحاجة لمصدر]كان العدد الأول من المجلة الطبية والجراحية الإقليمية (PMSJ) يتكون من 16 صفحة ويحتوي على ثلاثة رسوم توضيحية بسيطة على الخشب. كانت المواد الأطول هي الافتتاحية للمحررين وتقرير الفرع الشرقي لجمعية الطب والجراحة الإقليمية. تضمنت الصفحات الأخرى نسخة مختصرة من فاتورة الإصلاح الطبي لهنري واربورتون Henry Warburton، ومراجعات الكتب، والأوراق السريرية، وملاحظات الحالة. كان هناك عمودان ونصف من الإعلانات. بما في ذلك رسوم الطوابع، تكلفتها 7 دات، وهو السعر الذي ظل حتى عام 1844. في مقالهما الرئيسي، أشار جرين Green وستريتين Streeten إلى أنهما «تلقيا العديد من الإعلانات (بما يتناسب مع كمية الحروف المطبوعة) للعدد الأول من المجلة، مثل أكثر المجلات الطبية الشعبية وهي مجلة لانست (The Lancet) بعد سبعة عشر عاما من وجودها».
في الافتتاحيات والتصريحات اللاحقة، حدد جرين وستريتين «الأهداف الرئيسية للترويج التي تم إنشاء المجلة الطبية والجراحية الإقليمية من أجلها». باختصار، كان هناك هدفان رئيسيان واضحان: النهوض بالمهنة، خاصة في المحافظات، ونشر المعرفة الطبية. أعرب جرين وستريتين أيضًا عن اهتمامهما بتعزيز الرفاه العام وكذلك الحفاظ على `` الممارسين الطبيين، كطبقة في تلك الرتبة من المجتمع، من خلال اكتسابهم الفكري، وطابعهم الأخلاقي العام، وأهمية الواجبات الموكلة إليهم، وبالتالي يحق لهم حقًا الاحتفاظ بهذا اللقب كطبيب. في أبريل 1842، تمت إعادة تسمية المجلة باسم المجلة الطبية الإقليمية و Retrospect of the Medical Sciences ، ولكن بعد ذلك بعامين عادت إلى PMSJ تحت التحرير الوحيد للدكتور Streeten. ثم في عام 1857 ظهرت المجلة الطبية البريطانية لأول مرة عندما تم دمج PMSJ مع أسوشيتد ميديكال جورنال (المجلدات. 1 إلى 4 ؛ 1853 إلى 1856)، والتي طورت نفسها من مجلة لندن الطبية (المجلدات 1 إلى 4 ؛ 1849 إلى 1852) تحت إشراف جون روز كورماك John Rose Cormack.
نشرت المجلة الطبية البريطانية أول تجربة عشوائية مضبوطة ذات شواهد مركزية. كما نشرت المجلة أوراقًا أساسية عن الآثار السببية للتدخين على الصحة وسرطان الرئة وأسباب الوفاة الأخرى فيما يتعلق بالتدخين.
لفترة طويلة، كان المنافس الوحيد للمجلة هي مجلة لانست The Lancet، ومقرها أيضًا في المملكة المتحدة، ولكن مع تزايد العولمة، واجهت BMJ منافسة شديدة من المجلات الطبية الأخرى، وخاصة المجلة الإنكليزية الحديثة للطب The New England Journal of Medicine ومجلة الجمعية الأمريكية للطب Journal of the American Medical Association.

## محتوى المجلة

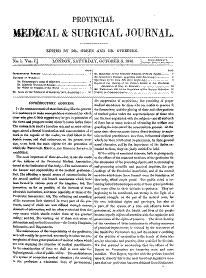
غلاف العدد الأول من المجلة الطبية والجراحية الإقليمية

المجلة الطبية البريطانية (BMJ) هي من دعاة الطب المبني على الأدلة evidence-based medicine. تنشر الأبحاث والمراجعات السريرية والتطورات الطبية الحديثة ووجهات النظر التحريرية وغيرها.
يتم نشر «طبعة عيد الميلاد Christmas Edition» الخاصة سنويًا يوم الجمعة قبل عيد الميلاد. يُعرف هذا الإصدار بالمقالات البحثية التي تطبق نهجًا أكاديميًا جادًا للتحقيق في الأسئلة الطبية الأقل خطورة. غالبًا ما تكون النتائج ذات روح دعابة ويتم نقلها على نطاق واسع من قبل وسائل الإعلام الرئيسية.
لدى BMJ نظام مراجعة مفتوح من قبل الأقران open peer review، حيث يتم إخبار المؤلفين من هم الأشخاص الذين راجعوا مخطوطاتهم. تم رفض ما يقرب من نصف المقالات الأصلية بعد مراجعتها داخليًا. تتم مراجعة المخطوطات المختارة للمراجعة من قبل الأقران أولاً من قبل خبراء خارجيين، الذين يعلقون على أهمية وملاءمة النشر، قبل أن تتخذ لجنة التحرير («المعلقة hanging») القرار النهائي بشأن المخطوطة. معدل القبول أقل من 7٪ لمقالات البحث الأصلية.

## الفهرسة والاستشهادات
تم تضمين BMJ في الفهارس الرئيسية PubMed وMEDLINE وEBSCO وScience Citation Index. انتقدت المجلة منذ فترة طويلة بسبب إساءة استخدام عامل التأثير لمنح الجوائز وتجنيد الباحثين من قبل المؤسسات الأكاديمية.
المجلات الخمس التي تم الاستشهاد بها اعتبارًا من عام 2008 هي في أغلب الأحيان (بترتيب تنازلي لتكرار الاقتباس):
1. المجلة الطبية البريطانية BMJ
2. قاعدة بيانات كوكرين للمراجعات المنهجية Cochrane Database of Systematic Reviews
3. مجلة The Lancet
4. BMC Public Health
5. BMC Health Services Research.[18]

اعتبارًا من عام 2008، فإن المجلات الخمس التي تم الاستشهاد بها بشكل متكرر في المقالات المنشورة في BMJ هي:
1. المجلة الطبية البريطانية BMJ
2. مجلة لانست The Lancet
3. المجلة الإنكليزية الحديثة للطب The New England Journal of Medicine
4. مجلة الجمعية الأمريكية للطب Journal of the American Medical Association
5. قاعدة بيانات كوكرين للمراجعات المنهجية Cochrane Database of Systematic Reviews.[18]

## التأثير
في عام 2019 ذكرت تقارير الاقتباس من المجلات Journal Citation Reports، التي نُشرت في عام 2020، كان عامل التأثير impact factor للمجلة الطبية البريطانية BMJ هو 30.223. المرتبة الرابعة بين المجلات الطبية العامة. ومع ذلك، أفادت المجلة الطبية البريطانية BMJ في عام 2013 أنها أصبحت من الموقعين على إعلان سان فرانسيسكو بشأن تقييم البحث (المعروف باسم اتفاقية دورا Dora Agreement)، والذي يستنكر الاستخدام غير المناسب لعوامل تأثير المجلات ويحث ناشري المجلات على «تقليل التركيز بشكل كبير على عامل تأثير المجلة كأداة ترويجية، من الناحية المثالية عن طريق التوقف عن الترويج لعامل التأثير أو من خلال تقديمه في سياق مجموعة متنوعة من المقاييس المستندة إلى المجلات».

## الخلافات

### كيس صفن عازفي التشيلو Cello Scrotum
في عام 1974، قدمت الدكتورة إيلين مورفي Elaine Murphy تقريرًا موجزًا عن حالة باسم زوجها جون اقترح حالة تعرف باسم Cello Scrotum ، وهي حالة خيالية يُفترض أنها أثرت على عازفي التشيلو الذكور. تم تقديمه في الأصل على شكل مزحة ردًا على «حلمة الجيتار guitar nipple»، وهي حالة تشبه حلمة عداء ببطء حيث تسبب بعض أشكال العزف على الجيتار تهيج الحلمة، وهو ما اعتقدت مورفي وزوجها أنها مزحة أيضًا. تم نشر تقرير الحالة في المجلة الطبية البريطانية BMJ، وعلى الرغم من عدم الاستشهاد به على نطاق واسع، فقد تم الاستشهاد به في بعض المناسبات مع من قاموا بذلك للتعبير عن شكوكهم skepticism. تم الإبلاغ عن حقيقة القضية مرة أخرى في عام 1991.
في عام 2009، بعد 35 عامًا من نشر تقرير الحالة الأصلي، كتب مورفي رسالة إلى The BMJ تكشف أن الحالة كانت خدعة hoax.

## سياسات الموقع والوصول
دخلت BMJ على الإنترنت بالكامل في عام 1995 وأرشفت جميع إصداراتها على الويب web. بالإضافة إلى المحتوى المطبوع، فإن المواد الداعمة للمقالات البحثية الأصلية، والقصص الإخبارية الإضافية، والرسائل الإلكترونية للمحررين هي عوامل الجذب الرئيسية. يتبع موقع BMJ سياسة نشر معظم الرسائل الإلكترونية للمجلة، تسمى الردود السريعة، ويتم تشكيله على شكل منتدى إنترنت خاضع للإشراف بالكامل. اعتبارًا من يناير 2013، تم نشر 88500 رد سريع على موقع BMJ . يتم فحص التعليقات بحثًا عن المحتوى التشهيري والفاحش، ولكن يتم تحذير المساهمين المحتملين من أنه بمجرد نشرها لن يكون لديهم الحق في إزالة أو تعديل ردهم.
منذ عام 1999، أصبح كل محتوى موقع BMJ متاحًا مجانًا على الإنترنت؛ ومع ذلك، في عام 2006 تغير هذا إلى نموذج الاشتراك. لا تزال المقالات البحثية الأصلية متاحة مجانًا، ولكن اعتبارًا من يناير 2006، تتطلب جميع محتويات «القيمة المضافة» الأخرى، بما في ذلك المراجعات السريرية والافتتاحيات، اشتراكًا. يسمح BMJ بالدخول المجاني الكامل للزوار من البلدان المحرومة اقتصاديًا كجزء من مبادرة HINARI.[بحاجة لمصدر]
في 14 تشرين أول عام 2008، أعلنت BMJ أنها ستصبح مجلة مفتوحة الوصول. هذا يشير فقط إلى مقالاتهم البحثية. أما بالنسبة لعرض مقالات أخرى، يلزم الاشتراك.

## طبعات
المجلة الطبية البريطانية هي في الأساس مجلة على الإنترنت، والموقع الإلكتروني هو الوحيد الذي يحمل محتوى النص الكامل لكل مقالة. ومع ذلك، يتم إنتاج عدد من الإصدارات المطبوعة التي تستهدف مجموعات مختلفة من القراء مع مجموعة مختارة من المحتوى، وبعضها مختصر، وإعلانات مختلفة. الإصدارات المطبوعة هي:
- ممارسة عامة General Practice (أسبوعية) للممارسين العامين general practitioners
- البحث السريري Clinical Research (أسبوعيا) لأطباء المستشفيات
- أكاديمي Academic (شهري) للمؤسسات والباحثين والأكاديميين الطبيين

بالإضافة إلى ذلك، تنشر BMJ أيضًا عددًا من إصدارات اللغات الأجنبية / الأجنبية: الأرجنتينية (بالإسبانية) واليونانية والرومانية والصينية والشرق أوسطية (باللغة الإنجليزية). هناك أيضًا Student BMJ ، وهو مورد عبر الإنترنت لطلاب الطب والأطباء المبتدئين والذي ينشر طبعة سنوية مطبوعة في شهر سبتمبر من كل عام.

### خدمات ومعلومات أخرى
تقدم BMJ العديد من خدمات التنبيه مجانًا عند الطلب:
- هذا الأسبوع في المجلة الطبية البريطانية This Week In The BMJ: وهو البريد الإلكتروني لجدول المحتويات الأسبوعي، أحدث الأبحاث، الفيديو، المدونات والتعليقات التحريرية.
- اختيار المحرر Editor’s choice: تقدم الدكتورة فيونا جودلي Fiona Godlee مجموعة مختارة من أحدث الأبحاث والأخبار الطبية والتعليقات والتعليم كل أسبوع.
- اليوم على موقع المجلة الطبية البريطانية bmj.com روابط يومية لأحدث المقالات من BMJ.

## المحررين
- P. Hennis Green and Robert Streeten من (1840–1844)
- Robert Streeten من (1844–1849)
- W.H. Ranking and J.H. Walsh من (1849–1853)
- John Rose Cormack من (1853–1855)
- Andrew Wynter من (1855–1861)
- William Orlando Markham من (1861–1866)
- Ernest Hart من (1866–1869)
- Jonathan Hutchinson من (1869–1871)
- Ernest Hart من (1871–1898)
- Sir Dawson Williams من (1898–1928)
- Norman Gerald Horner من (1928–1946)
- Hugh Clegg من (1947–1965)
- Martin Ware من (1966–1975)
- Stephen Lock من (1975–1991)
- Richard Smith من (1991–2004)
- Fiona Godlee من (2005–)

## روابط خارجية
- المجلة الطبية البريطانية على موقع الموسوعة البريطانية (الإنجليزية)